# Hoplophorella angolensis
Hoplophorella angolensis är en kvalsterart som beskrevs av Sandór Mahunka 1984. Hoplophorella angolensis ingår i släktet Hoplophorella och familjen Phthiracaridae. Inga underarter finns listade i Catalogue of Life.